# Johannes Herbrich
Johannes Herbrich, auch Johannes Herberich (* vor 1571 in Lauda; † 9. Mai 1607) war ein deutscher Prämonstratenserabt und von 1571 bis 1607 Abt des Prämonstratenserklosters Oberzell in Zell am Main.

## Oberzell vor Herbrich
Die Abtei Oberzell war im 16. Jahrhundert vom Vordringen der Reformation bedroht. Zwar wurden die Klosterdörfer von den eigentlichen Ideen Luthers nicht stark beeinflusst, allerdings nahm der sich anschließende Deutsche Bauernkrieg die Abtei stark in Mitleidenschaft. Die nachfolgenden Äbte versuchten in den folgenden Jahren die zerstörten Klostergebäude wiederherzustellen. Gleichzeitig förderten sie die Wissenschaften im Kloster, hier tat sich insbesondere Abt Thomas Neidlein hervor.

## Leben
Johannes Herbrich wurde im 16. Jahrhundert in der fränkischen Amtsstadt Lauda geboren. Der Ort war Teil des Hochstifts Würzburg und orientierte sich in Richtung der weit entfernten Metropole. Über die Familie des späteren Abtes ist nichts bekannt, auch die schulische Ausbildung Herbrichs liegt im Dunklen. Vermutlich trat er früh in den Prämonstratenserorden ein und besuchte anschließend die Universität Würzburg, um Theologie zu studieren.
Nachdem der Vorgänger Herbrichs, Abt Sebastian Stumpf, im September 1571 verstorben war, wurde eine Neuwahl notwendig. Daraus ging Herbrich als Sieger hervor. In Würzburg wurde kurze Zeit später Julius Echter von Mespelbrunn zum neuen Fürstbischof gewählt, der die Gegenreformation in seinem Einflussbereich vorantrieb. So setzte der junge Bischof Visitatoren ein, um die klösterliche und pfarrliche Disziplin in den hochstiftischen Orten zu überprüfen.
Aus den Visitationsberichten ging hervor, dass insbesondere die Klosterpfarrei Hettstadt Reformbedarf hatte. Also wandte sich Bischof Julius an Abt Johannes, der die bauliche Erneuerung der Pfarrkirche einleiten sollte. Herbrich setzte die geforderten Erneuerungen allerdings nicht um, sodass es 1597 zum offenen Streit mit Julius Echter von Mespelbrunn kam. Der Fürstbischof forderte nun die Einsetzung eines Weltgeistlichen. Der Streit schwelte noch zu Beginn des 17. Jahrhunderts und konnte unter Herbrich nicht beigelegt werden.
Weitere Klagen gab es auch nach den Visitationen in den Orten Acholshausen, Gaukönigshofen und Wolkshausen, die ebenfalls zum Gebiet der Abtei Oberzell gehörten. Wiederum ermahnte Bischof Julius Echter den Abt Johannes Herbrich. Diesmal nahm der Abt die Mahnungen ernst und erneuerte in der Folgezeit die Pfarreien. Gleichzeitig setzte auch eine rege Bautätigkeit auf dem Areal des Klosters selbst ein. So wurde der Chor der alten Klosterkirche abgebrochen und neu gebaut.
Johannes Herbrich ließ außerdem die nahe dem Kloster gelegene Marienkapelle in Zell neu errichten. Hierzu berief er den Baumeister Georg Riemenschneider in die Abtei. Die Erneuerung fand wohl bereits kurz nach dem Amtsantritt des Abtes in den 1570er Jahren statt. Herbrich gelang es außerdem während seiner langen Amtszeit die Klosterschulden zu reduzieren und entfremdeten Besitz zurückzugewinnen. Abt Johannes Herbrich starb am 9. Mai 1607.